# Amos (Jerusalem)
Amos war orthodoxer Patriarch von Jerusalem (594–601).
Von Papst Gregor dem Großen ist ein Schreiben an Anastasius, den Hegumenos des Nea-Klosters erhalten. Darin ermahnt Gregor die Mönche, ihren weltlichen Lebenswandel aufzugeben, und ruft zur Beendigung des Streits zwischen dem Jerusalemer Patriarchen Amos und der Nea-Kirche auf.
Amos baute nördlich der Mauern Jerusalems eine Kirche, die dem Heiligen Johannes gewidmet war und im frühen 7. Jahrhundert noch bestand.